# Acción Legionaria
Acción Legionaria fue un movimiento peruano de tercera posición, antifujimorista y de ultraderecha liderado por Lucio Rovegno que apareció, públicamente, en el año 2013 como heredero de la Unión Revolucionaria (UR), partido fundado por Luis Miguel Sánchez Cerro en la década de 1930.

## Ideología
Acción Legionaria se presentó como un movimiento fascista, corporativista, anticomunista, antiliberal, antiaprista, anticristiano, antinazi, autoritario y antidemocrático, mostrando rechazo al aborto, la prostitución y al Movimiento Homosexual de Lima (MHOL). Además, sus militantes mostraron admiración por Luis Miguel Sánchez Cerro y Benito Mussolini, asumiendo como base doctrinaria al fascismo italiano y, en menor medida, al falangismo español, rechazando, por otro lado, al nazismo alemán. Entre otros autores que influyeron en el movimiento estuvieron José de la Agüero y Osma, Julius Evola y Salvador Borrego. Con respecto al fujimorismo, los miembros de Acción Legionaria se mostraron opuestos a dicha corriente política considerándolos como un "grupo más de la partidocracia, sin cuadros, sin ideología, clientelista, que solo existe por la coyuntura y que, sin la familia Fujimori, no existiría".
Los militantes de Acción Legionaria usaban uniformes negros, el eslogan "¡Salve, victoria!" y proclamaban "propiciar un cambio de mentalidad" a través del activismo, además de usar la Plaza San Martín, en Lima, para exponer sus ideas. Disponían de una revista de uso interno llamado "Militia".

## Acciones
Acción Legionaria fue fundada el 5 de enero de 2013 con la formación de la denominada "Escuadra Legionaria José Antonio Navala Huachaca". En aquel año, organizaron un sabotaje en contra de la campaña "Besos contra la homofobia".
En el año 2014, militantes de Acción Legionaria pegaron afiches en Huancavelica instando a no participar en las elecciones de dicho año con la frase "la cura para salvar al Perú son las urnas vacías". Además, participaron en la "marcha por la vida", una marcha en contra del aborto. Para aquel año, organizaron su Segundo Congreso Nacional en Lima con la participación de militantes legionarios de Arequipa, La Libertad, Junín, Lambayeque y Piura. En dicho congreso, se presentó el "Manifiesto del Fascismo Peruano".
En el año 2015, denunciaron un acto de sectores vinculados al MOVADEF (en la cual colocaron la imagen de Abimael Guzmán sobre la tumba de César Vallejo) declarándoles la "guerra política" a dicha organización. En el año 2016, Acción Legionaria se disolvió, pasando algunos de sus militantes a conformar la "Revista de Estudios Crisolistas".